# 凱拉斯群島
67°33′S 62°46′E / 67.550°S 62.767°E
凱拉斯群島（英語：Kellas Islands）是南極洲的群島，位於麥克羅伯特森地的霍姆灣，處於帕拉拉克蒂克群島以南1公里，以莫森站的氣員觀測員命名。